# Курт Фріке
Курт Фріке (нім. Kurt Fricke; 8 листопада 1889, Берлін — 2 травня 1945, Берлін) — німецький військово-морський діяч, адмірал крігсмаріне. Кавалер Лицарського хреста Залізного хреста.

## Біографія
1 квітня 1910 року вступив у ВМФ. Закінчив військово-морське училище. З 1 січня 1912 року служив на лінійному крейсері «Мольтке». Учасник Першої світової війни. З 15 лютого 1917 року — вахтовий офіцер на міноносцях G-103 і G-101, з 7 березня 1918 року — прапор-лейтенант штабу командувача міноносцями.
Після демобілізації армії залишений на флоті і в грудні 1918 року переведений в центральний апарат Морського командування. З 19 січня 1922 року командував міноносцем Т-139, з 26 січня 1924 року — Т-148. З 27 вересня 1924 року — командир роти 1-го батальйону берегової оборони. 5 вересня 1929 року призначений військово-морським ад'ютантом імперського військового міністра. З 26 вересня 1929 року — командир 2-ї напівфлотилії, з 16 вересня 1931 року — 1-ї флотилії міноносців. З 25 вересня 1933 року — командувач міноносцями. 6 жовтня 1934 року зайняв пост начальника штабу торпедної інспекції, а потім пройшов підготовку у Військовій академії (1937).
З 1 жовтня 1937 року — начальник Оперативного відділу Штабу керівництва морською війною, одночасно з 30 квітня 1939 по 12 червня 1941 року — офіцер зв'язку ВМС при головнокомандувачі люфтваффе. До 27 травня 1940 року підготував план «Дослідження Англії», що мав попередні розробки вторгнення в Британію. 13 червня 1941 року змінив адмірала Отто Шнівінда на посаді начальника ОКМ і начальника Штабу керівництва морською війною. Керував розробкою планів військових дій. Після відставки Еріха Редера 20 лютого 1943 року також втратив свій пост, а 21 березня призначений начальником Командування групи ВМС «Південь». 11 грудня 1944 року командування було розформоване, а Фріке зарахований в резерв фюрера. Загинув під час битви за Берлін.

## Звання
- Морський кадет (1 квітня 1910)
- Фенріх-цур-зее (15 квітня 1911)
- Лейтенант-цур-зее (27 вересня 1913)
- Обер-лейтенант-цур-зее (22 березня 1916)
- Капітан-лейтенант (1 січня 1921)
- Корветтен-капітан (1 грудня 1928)
- Фрегаттен-капітан (1 квітня 1934)
- Капітан-цур-зее (1 жовтня 1935)
- Контр-адмірал (1 листопада 1939)
- Віце-адмірал (1 червня 1941)
- Адмірал (1 квітня 1942)

## Нагороди
- Залізний хрест
  - 2-го класу (4 січня 1915)
  - 1-го класу (28 червня 1916)
- Військовий Хрест Фрідріха-Августа (Ольденбург)
  - 2-го класу (25 травня 1916)
  - 1-го класу (3 квітня 1918)
- Ганзейський Хрест (Гамбург; 14 червня 1916)
- Королівський орден дому Гогенцоллернів, лицарський хрест з мечами (5 березня 1918)
- Німецький імперський спортивний знак
  - в сріблі (1926)
  - в золоті (1930)
- Орден Меча, лицарський хрест 1-го класу (Швеція; 12 квітня 1930)
- Почесний хрест ветерана війни з мечами (1934)
- Медаль «За вислугу років у Вермахті» 4-го, 3-го, 2-го і 1-го класу (25 років; 2 жовтня 1936) — отримав 4 медалі одночасно.
- Медаль «У пам'ять 1 жовтня 1938» (22 травня 1939)
- Орден морських заслуг (Іспанія) 3-го класу білого дивізіону (21 серпня 1939)
- Застібка до Залізного хреста
  - 2-го класу (1 жовтня 1939)
  - 1-го класу (27 листопада 1939)
- Медаль «У пам'ять 22 березня 1939 року» (26 жовтня 1939)
- Орден Корони (Югославія) 2-го ступеня (9 листопада 1939)
- Орден Зірки Румунії 1-го класу з мечами (7 листопада 1941)
- Орден «За військові заслуги» (Болгарія), великий хрест з військовою відзнакою (1942)
- Орден Хреста Свободи 1-го класу з дубовим листям і мечами (Фінляндія; 25 березня 1942)
- Орден Михая Хороброго 3-го класу (Королівство Румунія; 1 вересня 1942)
- Лицарський хрест Залізного хреста (1 жовтня 1942)
- Орден Корони короля Звоніміра, великий хрест з мечами (Незалежна Держава Хорватія; 26 вересня 1942)